# Rita Ináncsi
Rita Ináncsi (née le 6 janvier 1971 à Budapest) est une athlète hongroise spécialiste de l'heptathlon.

## Carrière

### Palmarès
Les totaux de points annoncés sont ceux de l'heptahlon ou du pentathlon pour les compétitions en salle, lesquelles sont signalées par une étoile : *.
| Date | Compétition                      | Lieu        | Résultat | Performance  |
| ---- | -------------------------------- | ----------- | -------- | ------------ |
| 1988 | Championnats du monde junior     | Sudbury     | 7e       | 5 693 points |
| 1990 | Championnats du monde junior     | Plovdiv     | 2e       | 5 940 points |
| 1990 | Championnats d'Europe            | Split       | 10e      | 6 076 points |
| 1991 | Championnats du monde            | Tokyo       | 11e      | 6 198 points |
| 1992 | Jeux olympiques d'été            | Barcelone   | —        | DNF          |
| 1993 | Championnats du monde            | Stuttgart   | 11e      | 6 188 points |
| 1994 | Championnats d'Europe en salle * | Paris-Bercy | 2e       | 4 775 points |
| 1994 | Meeting de Götzis                | Götzis      | 3e       | 6 573 points |
| 1994 | Championnats d'Europe            | Helsinki    | 2e       | 6 404 points |
| 1995 | Championnats du monde            | Göteborg    | 3e       | 6 522 points |
| 1996 | Jeux olympiques d'été            | Atlanta     | 6e       | 6 336 points |

### Records
| Épreuve    | Performance  | Lieu   | Date        |
| ---------- | ------------ | ------ | ----------- |
| Heptathlon | 6 573 points | Götzis | 29 mai 1994 |